# Hamelin (évêque de Rennes)
Pour les articles homonymes, voir Hamelin.
Hamelin (mort le 2 février 1141), évêque de Rennes de 1127 à 1141.

## Biographie
Hamelin est abbé de Saint-Aubin d'Angers depuis 1118 lorsqu'il devient évêque de Rennes le 15 mai 1127. Il meurt le 2 février 1141 selon son obituaire du chapitre de Rennes, et ceux de Nantes et de Saint-Serge d'Angers.

### Études
- Cyprien Henry, « Les évêques de Rennes à travers leurs actes (XIe première moitié du XIIe siècle) », Bulletin et mémoires de la Société d’Archéologie et d’Histoire d’Ille-et-Vilaine, vol. Tome CXVII,‎ 2013, p. 37-59 et tableau généalogique p. 45
- (la) Jean-Barthélemy Hauréau, Gallia Christiana, vol. XIV Provincia Turonensi, Paris, Firmin-Didot, 1856, p. 748-9 Episcopi Redonenses  XXI Hamelinus